# زرقان
زرقان إحدى قرى مركز تلا التابع لمحافظة المنوفية بجمهورية مصر العربية، ومن أعلامها محمد عبد العظيم الزرقاني صاحب كتاب (مناهل العرفان في علوم القرآن)، وعزت سلامة وزير الكهرباء الأسبق وعمرو عزت سلامة وزير التعليم العالي
ونعمان جمعة رئيس حزب الوفد الجديد الأسبق.

## التاريخ
ذكرها علي مبارك في كتابه الخطط التوفيقية، حيث ذكر أنها من قرى مديرية المنوفية بقسم منوف، وأن بها مسجدان وثلاث زوايا وعدة أضرحة، ومعمل دجاج وبستانان فواكة، وأهلها مسلمون عدتهم 3291 نسمة، وأراضيها 1560 فدان ترويها عشر سواقي، ولها سوق يقام كل خميس، وبها أنوال لنسج الصوف ولها شهرة في زراعة ألقطن وقصب السكر.

## السكان
بلغ عدد سكان زرقان 10,723 نسمة، حسب الإحصاء الرسمي لعام 2006.